# Schismatogobius ampluvinculus
Schismatogobius ampluvinculus es una especie de pez de la familia de los Gobiidae en el orden de los Perciformes.

## Morfología
Los machos pueden llegar a alcanzar los 2,7 cm de longitud total.

## Hábitat
Es un pez de Agua dulce, de clima templado y demersal.

## Distribución geográfica
Se encuentra en el Japón y Taiwán.

## Observaciones
Es inofensivo para los humanos. 